# Noctepuna muensis
Noctepuna muensis es una especie de molusco gasterópodo de la familia Camaenidae en el orden de los Stylommatophora.

## Distribución geográfica
Es endémica de Australia.